# Forêt du Pertre
La forêt du Pertre est une forêt française située dans le département d'Ille-et-Vilaine et la Région Bretagne. La forêt du Pertre était territoire neutre et de marche commune, possédé en indivis par les seigneurs de Laval et de Vitré, entre le comté de Laval et la Bretagne. Elle est une partie d'une ancienne et vaste forêt située aux confins des départements de la Mayenne à l'est, et de l'Ille-et-Vilaine à l'ouest, qui comprenait, du nord-est au sud-ouest : la forêt de Frageu et la forêt du Pertre (entre Mondevert et Le Pertre). Aujourd'hui deux propriétaires se partagent son territoire. Il est à noter qu'un garde forestier s'occupe de son vaste entretien, comme a pu le faire Augustin Le Tulzo jusqu'au début des années 2000.

## Géographie

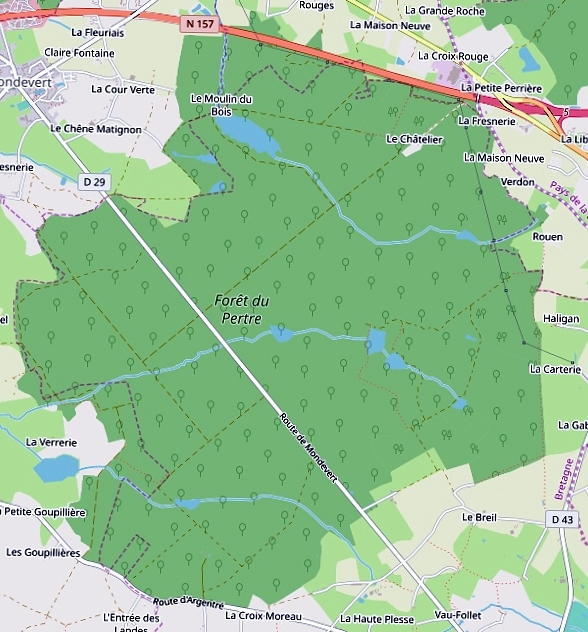
Carte de la forêt du Pertre (OpenStreetMap).

## Histoire

### Antiquité
Les forêts de Fougères, du Pertre, de La Guerche et d'Araize devaient former autrefois une ligne continue de forêts entre les Redones et les Cenomani, une sorte de première marche frontière entre la Bretagne, le Maine et l'Anjou.

### Moyen-Âge
La famille de Laval possèdent en indivis la forêt dès le XIe siècle. Hamon de Laval concède entre 1080 et 1090 le bois de Montevert, sans doute un démembrement de la forêt du Pertre, aux moines de l'Abbaye de Marmoutier. Un Ricardus forestarius est mentionné comme témoin dans l’acte de donation. À la mort du  baron André III, la forêt échoit entièrement à la famille des Comtes de Laval ; par exemple le 9 décembre 1396 Jehan et Guillaume de Cornillé sont cités dans une procédure comme étant « gardes des forêts de Vitré et du Pertre » qui appartiennent alors à Guy, sire de Laval et de Vitré.
« Du XIe siècle au XIIIe siècle la forêt du Pertre semble avoir formé entre la Bretagne et le Maine une sorte de terre-frontière et de marche commune, possédée en indivis par les sires de Laval et de Vitré » a écrit Arthur de La Borderie.

### Révolution française
La forêt du Pertre, « d'une circonférence de sept à huit lieues, offrait surtout alors une retraite presque impénétrable ». Pendant la Révolution française, cette forêt a été le théâtre de plusieurs combats entre Chouans et Républicains. Le 4 août 1793, le district de Vitré évalue à 600 le nombre des « brigands » rassemblés en forêt du Pertre et rapporte « qu'ils espèrent être bientôt trois mille et qu'il paraît que cette bande a des relations avec les brigands de la Vendée ». On distingue encore par endroits des caches de Chouans. Joseph de Puisaye, une figure de la contre-révolution, y a séjourné, tentant même d'y installer une sorte de gouvernement occulte et faisant la chasse aux Bleus, notamment aux forgerons de Port-Brillet.
La forêt du Pertre constitua un des refuges préférés des Chouans, que les autorités révolutionnaires s'évertuèrent à neutraliser en y aménageant de larges brisées et en éclaircissant les taillis. Dans la campagne avoisinante, on obligea les paysans à couper les arbrisseaux des talus, qui protégeaient si bien ceux qui tendaient des embuscades. Dans l'espoir de neutraliser la rébellion, on vida les communes des alentours, obligeant leurs habitants à se réfugier à Vitré, qui fut comme leur prison. Plus de 1 200 hommes de troupe y étaient cantonnés. Le prince de Talmont, commandant en chef de la cavalerie vendéenne, y fit halte quelques jours en décembre 1793 alors qu'il était en fuite (Virée de Galerne), se dirigeant vers la Normandie.
« Les forêts du Pertre, de Fougères et de Haute-Sève, les bois de Beaufeu, de Fatines, d'Illivet, etc.. furent fouillés buisson par buisson ; dans la forêt du Pertre on ouvrit, après avoir dégagé leurs abords, douze chemins de 200 pieds de large : c'est au cours d'une de ces battues que Talmont se fit prendre sur la commune de Bazouges, et que François Cottereau, le 1er février [1794], fut tué sur les lisières du Maine (s'il n'y mourut pas d'épuisement) ».

### LeXIXesiècle
La forêt du Pertre servait à l'approvisionnement en charbon de bois des Forges de Port-Brillet. Elle appartenait, lors de l'insurrection légitimiste de 1832 (une bande d'environ 500 chouans et déserteurs y trouva alors momentanément refuge) à Constant Paillard Ducléré, qui l'avait achetée pour l'exploitation des Forges.
Le journal Le Constitutionnel écrit le 13 décembre 1844 : « Les loups de la forêt du Pertre, poussés par le froid, se jettent sur les communes environnantes. Il y a trois jours un fermier de la commune de Champeaux a vu tout à coup un énorme loup entrer dans la cour de sa ferme et y dérober une brebis, au milieu du troupeau. Une battue serait utile ». Un article du Journal des débats politiques et littéraires du 31 décembre 1852 évoque aussi la chasse d'un loup réfugié en forêt du Pertre.
2 096 hectares de la forêt du Pertre, ainsi qu'une superficie presque équivalente de la forêt de Chevré, furent mises en vente par les "Forges de Port-Brillet" en 1856.
En avril 1870 un incendie, probablement allumé volontairement par un ouvrier de La Gravelle, dévasta une partie importante de la forêt du Pertre.
La forêt du Pertre était aussi un lieu renommé pour la chasse à courre, pratiquée notamment par l'aristocratie locale comme l'illustre un article publié le 23 avril 1895 par le journal Gil Blas. Un autre exemple : le journal Le Matin écrit le 1er décembre 1888 que l'équipage du comte d'Elva, lieutenant de louveterie, a fait de belles prises en forêt du Pertre.

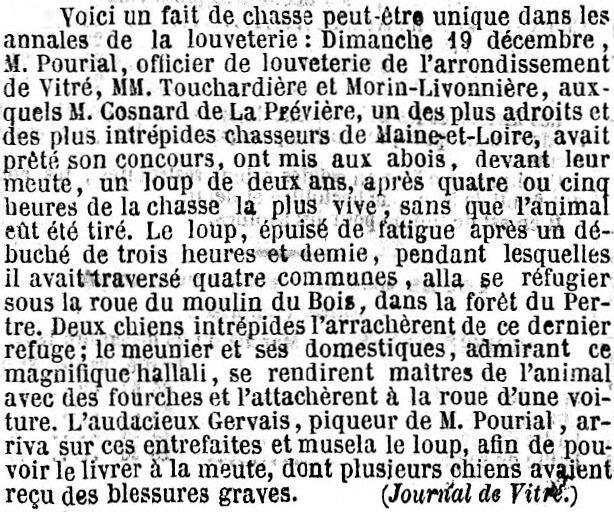
La chasse d'un loup réfugié en forêt du Pertre en décembre 1852 (Journal des débats politiques et littéraires du 31 décembre 1852).
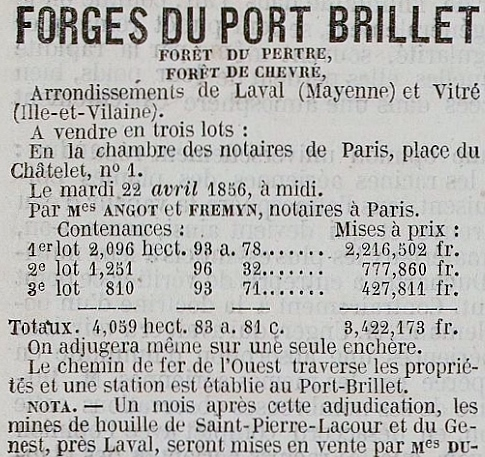
La mise en vente en mars 1856 de la forêt du Pertre et de la forêt de Chevré par les "Forges de Port-Brillet" (journal Le Pays du 12 mars 1856).
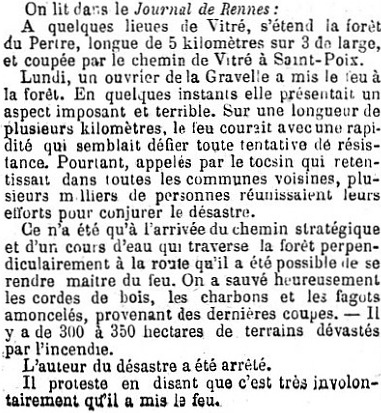
L'incendie de la forêt du Pertre du 11 avril 1870 (Le Petit Journal du 14 avril 1870).
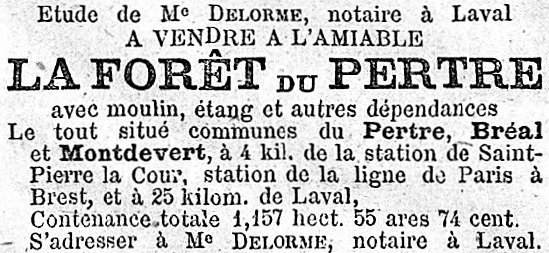
Annonce concernant la mise en vente de la forêt du Pertre (journal Le Figaro du 29 mai 1882).
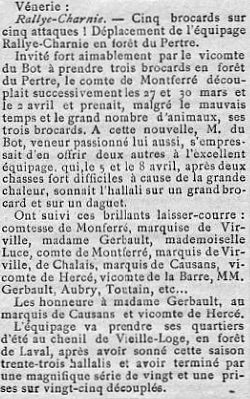
Description d'une chasse à courre pratiquée en forêt du Pertre en 1895 par l'aristocratie locale (journal Gil Blas du 23 avril 1895).

## Faune et flore
La forêt est classée ZNIEFF de type II.
D'une superficie de 1 513 hectares, c'est une chênaie-hêtraie. Elle a certain intérêt ornithologique puisque 32 espèces d'oiseaux y sont recensées, dont 5 peu courantes dans la région (la Bondrée apivore, le Faucon hobereau, la Huppe fasciée, la Rougequeue à front blanc et le Pic mar). Par ailleurs, cette forêt compte 2 espèces de chauves-souris.

## Eau
La forêt est un site de captage d'eau potable , via des drains qui amènent l'eau jusqu'à Vitré et un périmètre de protection. La ligne haute tension Normandie-Maine entaille la partie Nord et Est de la forêt et le pylône posé sur le drain de captage a bloqué le projet, du fait de recours juridiques.